# سورن موسسیان
سورن هامبارتسومی موسسیان (ارمنی: Սուրեն Համբարձումի Մովսեսյան؛  زادهٔ ۲۱ سپتامبر ۱۹۱۱ - درگذشته ۲۴ اوت ۱۹۸۲) زمین‌شناس، سیاستمدار اهل ارمنستان که عضو شورای ملل جمهوری شوروی سوسیالیستی ارمنستان بود.

## زندگی‌نامه
وی در ۲۱ سپتامبر ۱۹۱۱ در شیروان به دنیا آمد و از دانشگاه فنی گرجستان (۱۹۳۶) انستیتو علوم زمین‌شناسی فرهنگستان ملی علوم ارمنستان (۱۹۳۸) فارغ‌التحصیل گشت. همچنین برندهٔ جوایزی همچون نشان لنین (۱۹۴۵)، نشان پرچم سرخ کار، جایزه استالین (۱۹۵۰) شده است. وی در ۲۴ اوت ۱۹۸۲ در سن ۷۱ سالگی در ایروان درگذشت.

## یادداشت
1. ↑  Երկրաբանա-հանքաբանական գիտությունների դոկտոր